# Inventaire forestier national (Suisse)
L'inventaire forestier national suisse (IFN) est un recensement de l'état et des changements de la forêt suisse réalisé par l'Institut de recherches sur la forêt, la neige et le paysage et l'Office fédéral de l'environnement. 

## Description
L’inventaire est basé sur un réseau systématique d’échantillonnage dans toute la Suisse. Les données récoltées concernent les caractéristiques des arbres, des peuplements forestiers, des placettes-échantillons ainsi que sur des entretiens avec les gestionnaires locaux. L’IFN publie des résultats concernant la surface forestière, le nombre de tiges, le volume sur pied, l’accroissement, l’exploitation ainsi que la diversité biologique,,.

## Histoire
Les relevés du premier inventaire (IFN1) sont réalisés entre 1983 et 1985, suivis de deux autres campagnes en 1993-1995 (IFN2) et en 2004-2006 (IFN3).  
Depuis le quatrième inventaire (IFN4, 2009-2017), les relevés sont réalisés en continu sur une période de neuf ans. Le cinquième inventaire est en cours (IFN5) et des résultats intermédiaires montrent les évolutions liées aux modifications climatiques,,. 
Des spécificités sont mises à jour,,, comme la découverte d'un arole à 2765 mètres d'altitude à Zermatt (VS), l'arbre le plus haut de Suisse.

## Organisation
L’IFN est le fruit d’une collaboration entre l'Institut de recherches sur la forêt, la neige et le paysage et l'Office fédéral de l’environnement. Le premier est chargé de la planification, de la collecte des données, de l’analyse et de l’interprétation scientifique des données tandis que le deuxième est responsable de l’interprétation des résultats en matière de politique forestière.

## Analyses
Une partie du réseau de l’IFN se superpose à des surfaces d’échantillonnage du programme Monitoring de la biodiversité en Suisse (MBD ; réseau réseau d'échantillonnage sur la diversité des espèces dans les habitats), de sorte qu'il est possible d'étudier les relations entre la diversité des espèces et la structure de la forêt,.